# Johann Most

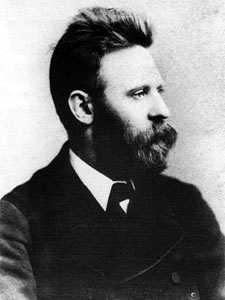
Johann Most

Johann Joseph Most, född 5 februari 1846 i Augsburg, död 17 mars 1906 i Cincinnati i Ohio, var en tysk anarkistisk agitator.
Som bokbindarlärling företog Most 1863–1868 resor i Tyskland, Österrike, Italien och Schweiz, blev därefter socialistisk agitator och bosatte sig i Wien, där han 1870 dömdes till fem års strängt fängelse för högförräderi, men fick kort därefter amnesti och utvisades. Han förlade nu sin verksamhet till Berlin, där han utgav den socialistiska tidningen "Freie Presse". Hans revolutionära propaganda resulterade i flera fängelsedomar. 
År 1874 invaldes han i tyska riksdagen för Chemnitz och återvaldes 1877. Vid utgången av sitt mandat och införandet av socialistlagen bosatte han sig från nyåret 1879 i London, där han grundade tidningen "Freiheit". Hans budskap blev med åren alltmer anarkistiskt och terrorinriktat med lovord åt attentat och rånmord, varför han 1880 uteslöts ur Tysklands socialdemokratiska parti.  Hans ohöljda uppmaningar till nya attentat mot andra monarker efter mordet på tsar Alexander II föranledde den brittiska regeringen till att undertrycka hans tidning, medan han själv fick 16 månaders straffarbete. 
Efter frigivningen emigrerade han 1882 till USA, där han senare med sin tidning "Freiheit" och genom allehanda agitatoriska småtryck gjorde sig bemärkt som en av dåtidens för det bestående samhället farligaste anarkister. Han utgav en lång rad först socialistiska, senare anarkistiska skrifter, varav de flesta finns i "Internationale Bibliothek" (New York 1890 ff). Som teoretiker hade han endast ringa betydelse, då alla hans idéer härrör från andra. Han dömdes även i USA till fängelsestraff för uppvigling till våld och förhärligande av attentat mot statschefer. Mosts Memoiren - vari han redogjorde för vad han hade upplevt, lärt och tänkt - utgavs på eget förlag i fyra volymer i New York 1903–1907.